# ブレゲー 690
ブレゲー 690 (Bréguet 690)/ ブレゲー 691 (Bréguet 691) / ブレゲー 692 (Bréguet 692) / ブレゲー 693 (Bréguet 693)は、成功した多用途性のある双発戦闘機である。

## 概要
フランスは、偵察,戦闘,爆撃,地上攻撃などに使えるこの双発の戦闘機で、特に成功している。ブレゲー 690 シリーズは、将来性のある航空機であったが、フランスの敗北によって、この航空機の開発は終わってしまった。
ブレゲー 690 の試作機は、製作計画の開始から約３年後の、1938年3月23日に初飛行し、テスト飛行の直後に、地上攻撃機型が発注された。
これが、ブレゲー 691 AB2 である。合計204機が生産される予定であったが、エンジンの納入が阻止されたため、この注文には十分には応じられなかった。阻止された主な理由は、ブレゲー社が国有化されず、資材入手の優先権が与えられなかったためである。そのため、飛行中隊に配備される最初の航空機は、1939年末まで納入されなかった。このためブレゲー 691 の戦歴は短い。
空母ジョッフルには15機のドボアチヌ D.790 戦闘機（D.520の海軍版）および25機のブレゲー 810 攻撃機（ブレゲー 693 の海軍版）を含む、約40機の航空隊を搭載予定であった。